# Богомоље
Богомоље је насељено место у саставу општине Сућурај, на острву Хвару, Сплитско-далматинска жупанија, Република Хрватска.

## Историја
До територијалне реорганизације у Хрватској налазило се у саставу старе општине Хвар.

## Становништво
На попису становништва 2011. године, Богомоље је имало 100 становника.
| Број становника по пописима | Број становника по пописима | Број становника по пописима | Број становника по пописима | Број становника по пописима | Број становника по пописима | Број становника по пописима | Број становника по пописима | Број становника по пописима | Број становника по пописима | Број становника по пописима | Број становника по пописима | Број становника по пописима | Број становника по пописима | Број становника по пописима | Број становника по пописима |
| --------------------------- | --------------------------- | --------------------------- | --------------------------- | --------------------------- | --------------------------- | --------------------------- | --------------------------- | --------------------------- | --------------------------- | --------------------------- | --------------------------- | --------------------------- | --------------------------- | --------------------------- | --------------------------- |
| 1857                        | 1869                        | 1880                        | 1890                        | 1900                        | 1910                        | 1921                        | 1931                        | 1948                        | 1953                        | 1961                        | 1971                        | 1981                        | 1991                        | 2001                        | 2011                        |
| 378                         | 464                         | 455                         | 520                         | 654                         | 778                         | 822                         | 572                         | 535                         | 514                         | 457                         | 337                         | 250                         | 140                         | 98                          | 100                         |

Напомена: У 1857. и 1869. садржи податке за насеље Селца код Богомоља, као и део података у 1880. и 1900.

### Попис1991.
На попису становништва 1991. године, насељено место Богомоље је имало 140 становника, следећег националног састава:
| Попис 1991.‍  | Попис 1991.‍  | Попис 1991.‍ | Попис 1991.‍ | Попис 1991.‍ |
| ------------ | ------------ | ----------- | ----------- | ----------- |
|              |              |             |             |             |
| Хрвати       | Хрвати       |             | 124         | 88,57%      |
| Словенци     | Словенци     |             | 2           | 1,42%       |
| регион. опр. | регион. опр. |             | 6           | 4,28%       |
| непознато    | непознато    |             | 8           | 5,71%       |
| укупно: 140  |              |             |             |             |